# Joseph Frings
Joseph Frings (Neuss, 6 de fevereiro de 1887 - Colônia, 17 de dezembro de 1978) foi um cardeal alemão e arcebispo de Colônia.

## Biografia
Segundo dos oito filhos de Heinrich Frings, um fabricante de tecelagem e vereador da cidade, e Maria Sels, Joseph Frings descobriu cedo que tinha vocação para o sacerdócio. Frequentou o ginásio de Neus; depois estudou na Universidade de Innsbruck; mais tarde na Universidade de Bonn (teologia); de 1913 até 1915, no Pontifício Instituto Bíblico, Roma; e finalmente na Universidade de Freiburgo, onde obteve um doutorado em teologia em 1916.
Foi ordenado ao sacerdócio em 10 de agosto de 1910, em Colônia, pelo cardeal Anton Hubert Fischer. Quatro dias depois, ele cantou sua primeira missa em sua cidade natal. Capelão em Colônia-Zollstock, 1910-1913. Estudos posteriores em Roma, 1913-1915. Pároco em Colônia-Fühlingen, 1915-1922. Diretor de um orfanato em Neuss, 1922-1924. Pároco em Colônia-Braunsfeld, 1924-1937. Nomeado reitor do Seminário de Colônia em 4 de março de 1937, onde permaneceu até o episcopado.
Frins foi eleito arcebispo de Colônia pelo Papa Pio XII em 1 de maio de 1942. Foi consagrado em 21 de junho na catedral metropolitana de Colônia, pelo arcebispo Cesare Orsenigo, núncio na Alemanha, auxiliado por Joseph Hammels, bispo auxiliar de Colônia, e Wilhelm Stockums, bispo auxiliar de Colônia.
Logo depois de sua ordenação episcopal, ele emitiu uma carta pastoral, "Justiça e Lei", protestando contra aqueles no poder que desrespeitavam a lei; contra a luta racial; e contra a perseguição aos judeus. Falou repetidamente em seus sermões em apoio às pessoas perseguidas e contra a repressão estatal. Em um discurso para marcar a cerimônia de coroação do Papa em março de 1944, Frings atacou publicamente prisões arbitrárias, perseguição racial e divórcios forçados. No outono de 1944, ele protestou à Gestapo com submissões escritas contra a deportação de pessoas de origem judaica. Também efetuou esforços de socorro em nome dos feridos ou desabrigados em ataques aéreos dos Aliados. O arcebispo despertou fortes sentimentos entre os alemães após o fim da guerra, com suas frequentes expressões de anticomunismo, exigências de dura perseguição aos ex-nazistas e críticas às potências aliadas pelo desmantelamento de fábricas alemãs e por sua suposta insensibilidade à situação dos cidadãos alemães comuns.
Sucedendo o cardeal Adolf Bertram, Arcebispo Frings foi presidente da Conferência dos Bispos Católicos de Fulda, de 1945 a 1965. Após o fim da Segunda Guerra Mundial, ele foi ao Canadá, aos Estados Unidos da América e à Grã-Bretanha pedindo ajuda para acabar com a miséria alemã. Celebrou um sínodo diocesano em 1954; em 1955, por meio de seus esforços, 724 igrejas foram reconstruídas; 163 foram totalmente reformadas; 59 novas foram construídas; e ele construiu o Marian College, para formação sacerdotal, em Neuss. Ele foi o presidente honorário da Association of Catholic Merchants Societies na Alemanha.
Foi criado cardeal-sacerdote no consistório de 18 de fevereiro de 1946; recebeu o chapéu vermelho e o título de S. Giovanni a Porta Latina em 22 de fevereiro. Participou do conclave de 1958, que elegeu o Papa João XXIII, e do conclave de 1963, que elegeu o Papa Paulo VI. Participou do Concílio Vaticano II (1962-1965), sendo membro do Conselho de Presidência. No concílio, foi um dos líderes da ala progressista e frequentemente se viu em debate com Alfredo Ottaviani, o líder dos conservadores e porta-voz da Cúria. Entre suas posições, criticou o Santo Ofício. Teve o jovem Joseph Ratzinger como seu perito e conselheiro teológico.
Arcebispo Frings renunciou ao governo da arquidiocese de Colônia em 10 de fevereiro de 1969. Perdeu o direito de participar do conclave por ter mais de oitenta anos em 1971. Cardeal protopresbítero em 21 de outubro de 1977. No final de sua vida, ele havia perdido a maior parte de sua visão. Ele era intimamente ligado à Adveniat e à Misereor, as duas grandes sociedades de socorro dos católicos alemães nos países subdesenvolvidos.
Joseph Frings faleceu de ataque cardíaco, em Colônia. Está enterrado na catedral metropolitana de Colônia.